# الصبي الشحاذ عند شجرة عيد الميلاد
الصبي الشحاذ عند شجرة عيد الميلاد (بالروسية: Мальчик у Христа на ёлке) قصة قصيرة من تأليف الكاتب الروسي فيودور دوستويفسكي. كتب دوستويفسكي القصة في يناير من العام 1876، ونُشِرت في نفس الشهر مُضمَّنة في «مذكرات كاتب». استلهم دوستويفسكي فكرة القصة من صبي شحاذ التقى به في شوارع سانت بطرسبرغ.
تبدأ القصة بالكاتب يقول أنَّه اختلق أحداث هذه القصة، ولكنَّه يعتقد أنَّها حصلت فعلاً في مكان ما. تجري أحداث القصة في ليلة عيد الميلاد، في بلدة كبيرة، وفي أجواء شديدة الصقيع. القصة تتابع صبياً شحاذاً في عمر السادسة أو أصغر، يستيقظ في قبو متجمِّد، وعندما يصل إلى أمِّه يجدها جثة باردة أكثر من برودة جدران القبو. يخرج الصبي من المكان، ويبدو أنَّ البلدة ليست مألوفة لديه، فهو قد وصل إليها للتو من قرية نائية، وهذه هي المرة الأولى التي يشاهد فيها ازدحام مدينة حيويَّة، خاصةً في أوقات الاحتفالات بما أنَّ هذه هي ليلة عيد الميلاد. وبينما يمشي في شوارع المدينة يمرُّ بحفلة مرحة، مع أطفال يرقصون، وينتبه إلى فتاة جميلة في الحفلة، ثُمَّ يمضي قدماً ليصادف حفلة أخرى، مع أطفال كُثُر، وأشخاص أكثر يدخلون إليها. يجد الصبي الشجاعة ليدخل إليها، ولكنَّ الناس داخل الغرفة يصرخون فوقه، ويلوحون عليه ليخرج من الحفلة، تصحبه امرأة بعجالة إلى الباب وتضع في يديه عملة معدنية، ولكنَّ أصابعه المتجمِّدة لا تقدر على حملها فيسقطها على الفور. يمشي الصبي مجدداً في الشارع ويتوقَّف عند محلِّ دمى ليراقب من النافذة، يجد الصبي متعة في مشاهدة الدمى، ولكنَّ متعته لم تطُل سوى لحظات عندما ضربه صبي أكبر منه على الرأس وسرق قبعته، يقف الصبي ويهرب إلى فناء بيت مجاور ويختبئ بجانب كومة من الخشب. فجأةً يشعر الصبي بالسعادة، ويسمع صوت أمِّه تُغنِّي، وصوت ضعيف يدعوه لرؤية شجرة عيد الميلاد، يجد الصبي نفسه فعلاً في حفلة، ويجد أمُّه هناك، وأطفال آخرون عانوا مصيراً مشابها لمصيره، ويعلم بعد ذلك أن هذه هي شجرة عيد الميلاد الخاصة بالمسيح. تنتهي القصة بالكاتب يقول أنَّه ألَّف هذه القصة لأنَّه يعتقد أنَّها حصلت فعلاً، ولكن يوضِّح بعد ذلك أنَّه متأكِّد من الجزء الأوَّل، أمَّا الجزء الثاني الخاص بشجرة المسيح فهو ليس متأكداً بعد.

## وصلات خارجية
- الصبي الشحاذ عند شجرة عيد الميلاد (Мальчик у Христа на ёлке)، النص الأصلي بالروسية، على ويكي مصدر.
- الصبي الشحاذ عند شجرة عيد الميلاد (The Beggar Boy at Christ's Christmas Tree)، القصة مترجمة إلى الإنجليزية.